# Axel Romdahl

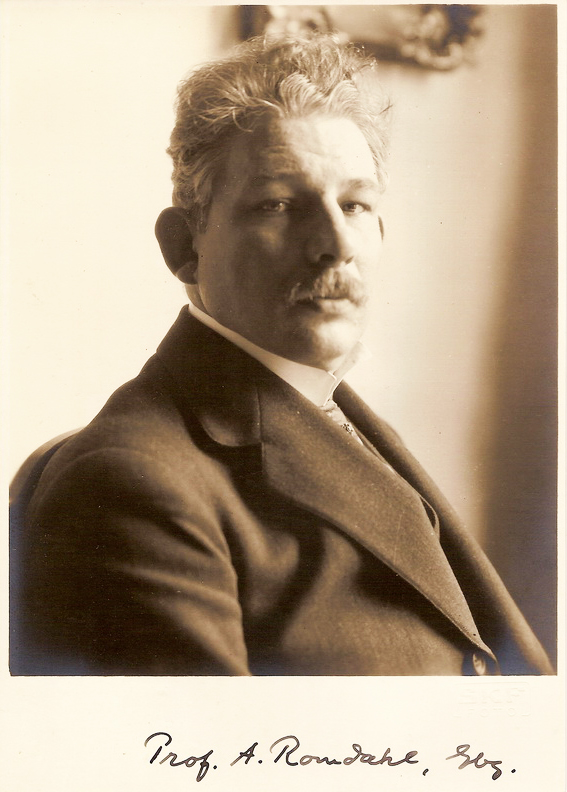
Axel L. Romdahl

Axel Ludvig Romdahl, meist Axel L. Romdahl (* 18. März 1880 in Linköping; † 14. Mai 1951 in Göteborg) war ein schwedischer Kunsthistoriker und Museumsdirektor.

## Leben
Axel Romdahl, der Sohn von Per Axel Cyrus Romdahl (1841–1926) und Clara Adolfina Teresia Brogren (1852–1927), hatte zwei jüngere Brüder: Karl Hjalmar (1881–1936) und Gunnar Theodor (1883–1953). Der Vater – aus Gotland stammend – unterrichtete als Rektor an der Katedralskolan in Linköping neuere Sprachen.

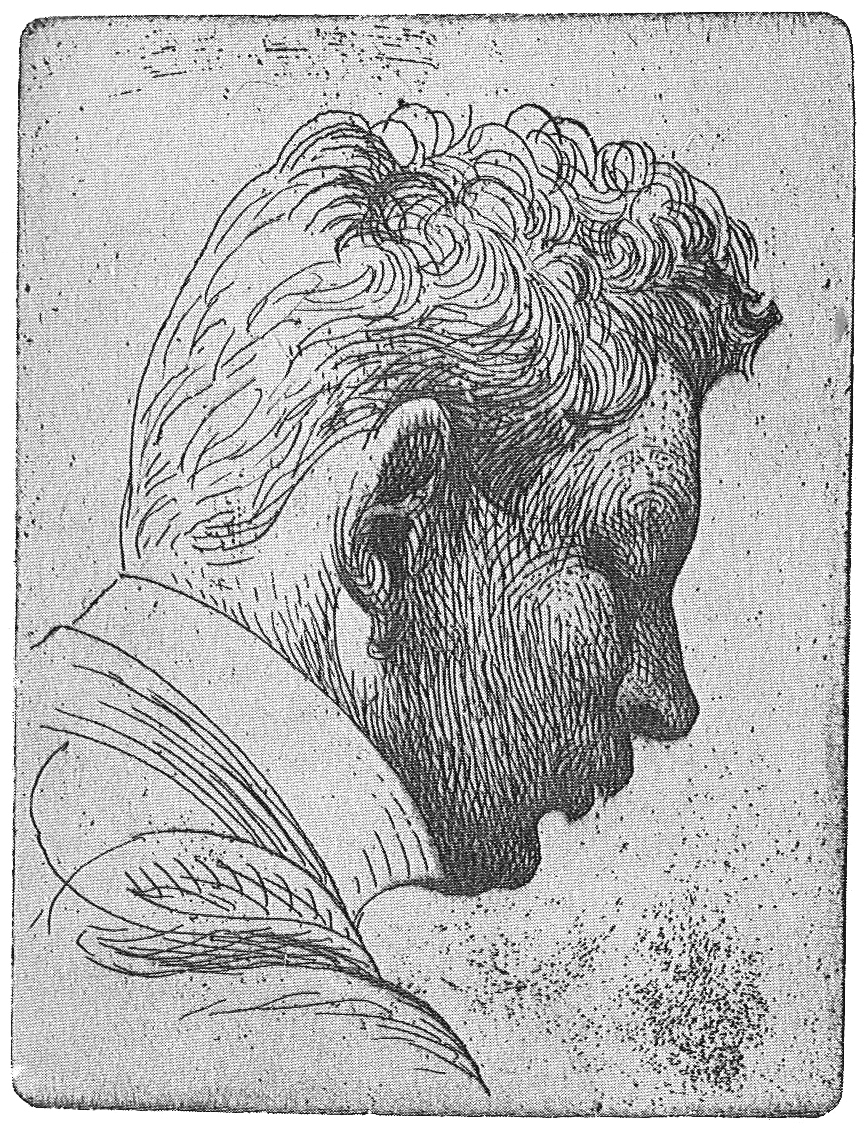
Axel Romdahl, Radierung von Carl Larsson

1900 schloss Axel Romdahl das Studium in Uppsala mit dem Lizenziat in Ästhetik – mit Literatur und Kunstgeschichte als Hauptfächer – sowie in Philosophie ab. 1902 studierte er ein Semester an der Friedrich-Wilhelms-Universität in Berlin bei Heinrich Wölfflin und Adolph Goldschmidt. Dort lernte er die Berliner Museen unter Wilhelm Bode kennen. 1903 begann er seine berufliche Laufbahn als Kurator im Schwedischen Nationalmuseum in Stockholm und ging ein Jahr darauf an das Nordiska Museet in Stockholm. 1905 wurde er in Uppsala mit der Dissertation „Pieter Bruegel der Ältere und sein Kunstschaffen“ zum Dr. phil. promoviert. 
1906 ging Axel Romdahl nach Göteborg, wo er Direktor des dortigen Kunstmuseums und Dozent an der dortigen Hochschule wurde. An letzterer wurde er 1920 zum Professor für Kunstgeschichte und Kunsttheorie ernannt. Die von Romdahl geknüpften Kontakte zu dem Göteborger Kunstsammler Conrad Pineus (1872–1945) und zu Anders Zorn, Carl Larsson sowie Edvard Munch kamen dem Göteborger Kunstmuseum zugute. In letzterem hängen unter anderen Bilder der drei Maler. Auch Werke von Jens Ferdinand Willumsen kamen hinzu. Werner Lundqvist (1868–1943) schenkte dem Kunstmuseum 1918 Grafiken. Romdahl war in der Zusammenarbeit auch mit anderen Sponsoren – zum Beispiel mit Charles Felix Lindberg (1840–1909) – erfolgreich. Im Herbst 1948 trat er als Museumsdirektor in den Ruhestand und wurde als Professor emeritiert.
Zudem war Romdahl mit Erland Nordenskiöld, dem Zoologen L. A. Jägerskiöld (1867–1945) und dem Dichter Albert Ulrik Bååth (1853–1912) befreundet. Rohmdahl nahm an Zusammenkünften des Göteborger Samstagsklubs (schwedisch Lördagslaget) teil. Diskutiert wurde – zum Beispiel mit Otto Lagercrantz und Erik Björkman – auch über Politik.
Gemeinsam mit Sigurd Curman bereitete er die 700-Jahr-Feier des Doms zu Linköping für das Jahr 1932 mit kunsthistorischen Untersuchungen des Baus vor. Entsprechende Publikationen über den Dom zu Skara und den Dom zu Uppsala kamen 1928 und 1935 heraus.

## Familie
Axel Romdahl heiratete am 26. August 1906 Gudrun Biller (1881–1960) in Stockholm. Das Paar bekam vier Kinder: Gunnar (1907–1975), Gunnel (1908–1965), Åke (1910–2001) und Torsten (1912–1934). Er wurde in Linköping beerdigt. 

## Mitgliedschaften
- Kungliga Vitterhets Historie och Antikvitets Akademien (1943)[4]

## Schriften (Auswahl)
- Pieter Brueghel der Ältere und sein Kunstschaffen. In: Jahrbuch der Kunsthistorischen Sammlungen des Allerhöchsten Kaiserhauses 25, 1905, S. 85–169 (Digitalisat), auch separat Tempsky, Wien 1905 (Dissertation).
- mit Johnny Roosval: Svensk konsthistoria. Aktiebolaget Ljus, Stockholm 1913.
- Anders Zorn als Radierer. E. Arnold, Dresden 1922.
- Sergel. Ein schwedischer Künstler aus der Zeit Gustavs III. (= Nordische Kunstbücher 3/4). Hölzel, Wien 1922.
- mit Sven Dahlgren: Skara domkyrkas byggnadshistoria. Uppsala 1928.
- mit Sigurd Curman: Linköpings domkyrka, 1232–1498. Med en inledning: Biskop Gisles kyrkobygge den äldsta domkyrkan av sten. O. Isacson, Göteborg 1932.
- mit Gerda Boëthius: Uppsala domkyrka, 1258–1435. Almqvist & Wiksells boktyrkeri, Uppsala 1935.
- Der A-Meister der Lübecker Bibel aus dem Jahre 1494 (= Göteborgs Högskolas Arsskrift XLVII. 23). Wettergren & Kerber, Göteborg 1941.
- Pieter Bruegel d. A. Norstedt, Stockholm 1947.